# Rougemont (Carolina del Norte)
Rougemont es un lugar designado por el censo del condado de Orange, condado de Person  y condado de Durham en el estado estadounidense de Carolina del Norte.